# Walter Lackner (General)
Walter Lackner (* 5. Februar 1891 in Insterburg; † 25. September 1976 in Berlin) war ein deutscher Generalleutnant in der Luftwaffe der Wehrmacht während des Zweiten Weltkriegs.

## Leben
Lackner diente während des Ersten Weltkrieges in der Fliegertruppe.
Nach Kriegsende in das Heer der Reichswehr übernommen, trat er am 1. Februar 1934 als Major in die neu gegründete Luftwaffe ein. Dort diente er als Lehrgangsleiter und stellvertretender Kommandeur der Fliegerschule Hildesheim.
Am 1. September 1935 wechselte er zur Kampffliegerschule Lechfeld, wo er am 1. Januar 1936 seine Beförderung zum Oberstleutnant erhielt. Anschließend ging er ab 1. Februar 1937 als Referent in die 3. Abteilung des Generalstabes der Luftwaffe, bevor er am 1. September 1937 als Gruppenkommandeur die II. Gruppe des Kampfgeschwaders 254 übernahm. Dort erreichte ihn am 1. April 1938 die Beförderung zum Oberst, bevor er am 1. Dezember 1938 Geschwaderkommodore des Kampfgeschwader 254 wurde. Dieses wurde am 1. Mai 1939 in Kampfgeschwader 54 umbenannt. Mit Lackner an der Spitze nahm es am Überfall auf Polen, dem Unternehmen Weserübung und am Westfeldzug teil. Am 14. Mai 1940 führte er das Geschwader bei der Bombardierung von Rotterdam bei der zwischen 800 und 900 Zivilisten getötet wurden. Am 19. Mai wurde Lackner mit seiner Heinkel He 111P (Geschwaderkennung B3+AA) über Thun nahe Cambrai abgeschossen und geriet verletzt in französische Kriegsgefangenschaft. Schon am 23. Mai 1940 konnte er von deutschen Truppen befreit werden und wurde, nachdem er sich von seinen Verletzungen erholt hatte, am 30. Juli 1940 Leiter der Luftwaffen-Kontroll-Kommission IV in Bordeaux. Dort erhielt er am 1. Dezember 1940 die Beförderung zum Generalmajor. Am 1. Februar 1941 übernahm er das Amt eines Kommandeurs des Höheren Flieger-Ausbildungs-Kommandos 77, wo er am 1. Dezember 1942 zum Generalleutnant ernannt wurde. Anschließend übernahm er ab dem 1. Januar 1943 als Kommandeur die 10. Flieger-Division und trat ab 15. Juni 1943 in den Stab des XI. Fliegerkorps ein. Dieses wurde im April 1944 in 1. Fallschirm-Armee umbenannt. Bis November 1944 war er Ständiger Vertreter des Oberbefehlshabers der 1. Fallschirm-Armee. Vom 15. November 1944 bis 16. April 1945 war er Kommandeur der 2. Fallschirmjäger-Division. Er geriet am 30. April 1945, vor der bedingungslosen Kapitulation der Wehrmacht,  in US-Kriegsgefangenschaft, aus der er am 20. Juni 1947 wieder entlassen wurde.